# Merry Christmas Baby (canción de Elvis Presley)
"Merry Christmas Baby" es un blues compuesto por Lou Baxter y Johnny Moore grabado y popularizado por Elvis Presley en 1971. Tuvo inicialmente dos ediciones en el mercado, una en el álbum Elvis Sings The Wonderful World Of Christmas, el segundo larga duración de Elvis con canciones navideñas, y en formato de disco sencillo con la canción tradicional "O Come All Ye Faithful" en el lado B.
El disco simple vendió luego de su lanzamientos, unas 100.000 copias, esto debido a que salió a la venta al mismo tiempo que el álbum navideño en cuestión que contenía los dos temas del disco simple. El álbum por su lado logró ventas iniciales de 400.000 copias y fue certificado años más tarde como triple disco de platino por la RIAA. 
En 2021 el tema fue reeditado en el álbum "Elvis Back In Nashville", en donde se le incorporó utilizó una toma alternativa de la misma sesión de grabación de 1971 donde puede escucharse una corta conversación de Elvis antes de que comience la canción. 

## Grabación
La canción fue grabada por Presley durante uno de los días de la sesión de grabación en el estudio B de la RCA en Nashville, Tennessee, el 15 de mayo de 1971. Los arreglos que Elvis le efectuó a ese blues en las tomas de ensayo, hizo que se registraran al menos dos versiones distintas, una de las cuales tenía incorporada la armónica de Charlie NcCoy que se cruzaba en las armonías con la voz de Elvis y la guitarra de James Burton. McCoy también oficiaba de percusionista en las grabaciones de esa sesión,Durante el solo de guitarra de Burton puede oírse a Elvis tratando de entrar nuevamente con su voz de manera improvisada lo cual le aportó a la canción una cuota de frescura al tema como si se tratase de una jam session.  

## Músicos
- Elvis Presley - voz y arreglos musicales
- James Burton - guitarra eléctrica líder
- Charlie Hodge - guitarra acústica rítmica
- Chip  Young - guitarra eléctrica rítmica
- Norbert Putnam - bajo
- Jerry Carrigan - batería
- David Briggs - piano
- Charlie McCoy - percusión y armónica [6]

## Ediciones

### Sencillos
- Merry Christmas Baby / O Come All Ye Faithful (RCA 74-0572) December 1971.

- Merry Christmas Baby / Santa Claus is Back in Town (RCA PB-14237) November 1985 [5]

### Álbumes
- Elvis Sings the Wonderful World of Christmas (1971)
- Elvis Sings the Wonderful World of Christmas (1973)
- This Is Elvis (1981)
- Memories of Christmas (1982)
- Reconsider Baby (1985)
- If Every Day Was Like Christmas (1994)
- Walk a Mile in My Shoes – The Essential 70’s Masters (1995)
- White Christmas (2000)
- Rhythm & Blues (2001)
- Christmas Peace (2003)
- Elvis Sings the Wonderful World of Christmas (2011) - FTD
- This is Elvis (2015) - FTD [5]